# Andre Fletcher
Andre David Stephon Fletcher (* 28. November 1987 in Saint David Parish, Grenada) ist ein grenadischer Cricketspieler, der seit 2008 für das West Indies Cricket Team spielt.

## Kindheit und Ausbildung
Fletcher war Teil der westindischen U19-Nationalmannschaft und nahm mit ihr an der ICC U19-Cricket-Weltmeisterschaft 2006 teil.

## Aktive Karriere

### Anfänge in der Nationalmannschaft
Sein First-Class-Debüt gab er für die Windward Islands im Februar 2004. Ab 2006 nahm Fletcher für Grenada an der Stanford 20/20 teil und erregte so Aufmerksamkeit. Im Jahr 2007 gab er dann auch sein List-A-Debüt für die Winward Islands. Beim ICC World Twenty20 2007 war er Teil des westindischen Kaders, kam jedoch nicht zum Einsatz. Sein Debüt in der Nationalmannschaft gab er im ODI- und Twenty20-Cricket bei der Tour gegen Australien im Juni 2008. Kurz darauf nahm er an der mit 20 Millionen Dollar dotierten Stanford Super Series teil und hatte wichtigen Anteil am Gewinn der Stanford Superstars über England. Im Sommer 2009 nahm er am ICC World Twenty20 2009 teil und erzielte gegen Australien ein Fifty über 53 Runs. Kurz darauf  erreichte er in der ODI-Serie gegen Bangladesch 52 Runs. In der ICC Champions Trophy 2009 gelang ihm dann ein Half-Century über 54 Runs gegen Australien. In der Folge verlor er seinen Platz im Kader und wurde erst im Februar 2010 wieder ins Team berufen. Jedoch konnte er auch dann nicht mehr überzeugen und fiel dann aus dem Kader. Stattdessen wurde er im westindischen A-Team eingesetzt. Im Jahr 2012 erhielt er einen Platz im High-Performance-Center der West Indies, um ihn wieder ans Nationalteam heranzuführen.
Nachdem er gute Leistungen für die Windward Islands und den St Lucia Zouks im nationalen Cricket ablieferte, kam er im Jahr 2014 wieder ins Nationalteam zurück. Bei der Twenty20-Serie gegen Neuseeland im Juli 2014 konnte er dann zwei Fifties (52 und 62) erzielen und wurde in beiden Spielen als Spieler des Spiels und letztendlich der Serie bestimmt. Im Mai 2015 wurde er in Dominica am Flughafen festgenommen, da er Munition mit sich führte. Daraufhin wurde er zu einer Geldstrafe verurteilt. Im November 2015 erreichte er in Sri Lanka in der Twenty20-Serie ein Fifty über 57 Runs. Damit schaffte er es in den Kader für den ICC World Twenty20 2016, wobei er gegen Sri Lanka ein Half-Century über 84* Runs erreichte und als Spieler des Spiels ausgezeichnet wurde. Jedoch hielt ihn dieses nicht mehr lange im Team. Im Sommer bestritt er sein letztes ODI und auch seine Berufungen in das Twenty20-Team wurden seltener. Dafür spielte er in zahlreichen internationalen Twenty20-Ligen, wie der Pakistan Super League und der Bangladesh Premier League.

### Spezialisierung als Twenty20-Spieler
Im April 2018 konnte er in Pakistan ein Fifty über 52 Runs erzielen. Nach dem Sommer fiel er dann ganz aus dem Kader. Zum Ende des Jahres 2020 kam er zurück ins Team, wurde jedoch kurz vor dem ICC Men’s T20 World Cup 2021 wieder aus dem Kader gestrichen. Im folgenden Jahr lieferte er gute Leistungen in der Caribbean Premier League 2022, was jedoch nicht für eine Nominierung für den ICC Men’s T20 World Cup 2022 ausreichte.